# Henning Beck
Henning Beck (* 23. November 1983) ist ein deutscher Science Slammer und Autor zu Themen der Biochemie und Neurowissenschaft.

## Leben und Wirken
Beck wurde 1983 an der südhessischen Bergstraße geboren. Er studierte an der Eberhard Karls Universität Tübingen Biochemie. Nach seinem Diplom in Tübingen promovierte Beck 2012 an der dort ansässigen Graduate School of Cellular & Molecular Neuroscience. Im Anschluss war er an University of California in Berkeley tätig, wo er 2013 ein International Diploma in Projektmanagement erhielt. Danach beriet Beck bis Ende des Jahres 2013 in der San Francisco Bay Area verschiedene Unternehmen in Kommunikations- und Innovationsfragen.
Parallel präsentiert Beck seit dem Jahr 2011 als Science Slammer bei wissenschaftlichen Vortragswettbewerben seine Forschungserkenntnisse. Für seinen Vortrag „Wie das Gehirn Geistesblitze beschleunigt“ erhielt er 2011 im Wissenschaftsjahr Gesundheitsforschung den Preis für den besten Science Slam. 2012 wurde er mit dem Deutschen Science-Slam-Meistertitel ausgezeichnet.
Beck publiziert Beiträge für das GEO Magazin und ist Kolumnist für die Wirtschaftswoche. Er hält Vorträge und Workshops zu Themen wie Neurobiologie und Kreativität und beschäftigt sich dabei mit Schwerpunkten wie „Gehirn vs. Künstliche Intelligenz“ oder „Zukunft des Lernens“. Seit dem Jahr 2013 veröffentlichte Beck diverse Sachbücher, unter anderem beim Hanser-Verlag und beim Ullstein-Verlag.
Henning Beck lebt in Frankfurt am Main.

## Schriften (Auswahl)
- Biologie des Geistesblitzes – Speed up your mind. Springer Spektrum, Berlin/Heidelberg 2013, ISBN 978-3-642-36532-4.
- Hirnrissig: Die 20,5 größten Neuromythen – und wie unser Gehirn wirklich tickt. Carl Hanser Verlag, München 2014, ISBN 978-3-446-44038-8.
- Irren ist nützlich: Warum die Schwächen des Gehirns unsere Stärken sind. Carl Hanser Verlag, München 2017, ISBN 978-3-446-25616-3.
- mit Birgit Hauser: Der Fairness-Faktor: Das Geheimnis erfolgreicher Verhandlung. Carl Hanser Verlag, München 2017, ISBN 978-3-446-45186-5.
- mit Sofia Anastasiadou und Christopher Meyer zu Reckendorf: Faszinierendes Gehirn. Springer, Berlin/Heidelberg 2018, ISBN 978-3-662-54756-4.
- Das neue Lernen heißt Verstehen. Ullstein, Berlin 2020, ISBN 978-3-550-20049-6.
- 12 Gesetze der Dummheit – Denkfehler, die vernünftige Entscheidungen in der Politik und bei uns allen verhindern. Econ Verlag, Berlin 2023, ISBN 978-3-8437-3013-6.